# Hugo Van Laere
Hugo Van Laere (Assenede, 13 maart 1957) is een Vlaams scenarioschrijver en regisseur.

## Carrière
Hugo Van Laere schreef reeds scenario's voor volgende producties:
- ¿Que cosa? (1994)
- Dead End (2000)
- Rupel (2004-2006)
- Marc Dutroux - De verklaring (2004)
- 16+ (2005)
- Dennis van Rita (2006)
- Sara (2006-2007)
- David (2009-2010)
- Binnenstebuiten (2013)
- Dubbelspel (2016)
- Alleen Eline (2017)
- Lisa (2021)

Zijn debuut als regisseur volgde met Alleen Eline, een langspeelfilm uit 2017 waarvoor hij ook het scenario schreef.